# Rejon iwiejski
Rejon iwiejski (biał. І́ўеўскі раён, Iujeuski rajon, ros. И́вьевский райо́н, Iwjewskij rajon) – rejon w zachodniej Białorusi, w obwodzie grodzieńskim.

## Geografia
Rejon iwiejski ma powierzchnię 1845,50 km². Lasy zajmują powierzchnię 815,25 km², bagna 89,23 km², obiekty wodne 20,25 km². Graniczy od południowego zachodu z rejonem lidzkim, od zachodu z rejonem werenowskim, od północy z rejonem oszmiańskim, od wschodu z rejonem wołożyńskim obwodu mińskiego, od południowego wschodu z rejonem stołpeckim obwodu mińskiego, a od południa z rejonem nowogródzkim. Od północnego zachodu rejon przylega do granicy białorusko-litewskiej.

## Ludność
- W 2009 roku rejon zamieszkiwało 28 891 osób, w tym 9 675 w miastach i 19 216 na wsi[3].
- 1 stycznia 2010 roku rejon zamieszkiwało ok. 28 700 osób, w tym ok. 9 600 w miastach i ok. 19 100 na wsi[4].

### Skład etniczny
- Białorusini – 66,5%
- Polacy – 28,5%
- Rosjanie – 2,9%
- Tatarzy – 1,5%
- inni – 0,9%